# Atorella vanhoeffeni
Atorella vanhoeffeni is een schijfkwal uit de familie Atorellidae. De kwal komt uit het geslacht Atorella. Atorella vanhoeffeni werd in 1909 voor het eerst wetenschappelijk beschreven door Bigelow. 